# Pallacanestro Orzinuovi
O Associazione sportiva dilettantistica Pallacanestro Orzinuovi, também conhecido como Gruppo Mascio Orzibasket é um clube de basquetebol baseado em Orzinuovi, Itália que atualmente disputa a Série A2. Manda seus jogos no PalaBertocchi com capacidade para 2.400 espectadores.

## Histórico de Temporadas
| Temporada | Nível | Liga     | Pos. | J     | PL  | Resultado                    |
| --------- | ----- | -------- | ---- | ----- | --- | ---------------------------- |
| 2012-13   | 5     | DNC      | 2    |       |     | Promovido                    |
| 2013-14   | 4     | DNB      | 1    | 26-4  | 5-4 | Finalista do Grupo B         |
| 2014-15   | 3     | Serie B  | 5    | 18-10 | 0-2 | Quartas de finais do Grupo B |
| 2015-16   | 3     | Serie B  | 2    | 26-4  | 4-3 | Semifinais do Grupo B        |
| 2016-17   | 3     | Serie B  | 1    | 25-5  | 9-0 | Promovido                    |
| 2017-18   | 2     | Serie A2 | 16   | 4-26  |     | Rebaixado                    |
| 2018-19   | 3     | Serie B  | 1    | 21-9  | 9-2 | PromovidoFinal Four          |
| 2019-20   | 2     | Serie A2 | 12   | 10-16 |     |                              |
| 2020-21   | 2     | Serie A2 | 1    | 30-2  |     | Rebaixado                    |

fonte:eurobasket.com